# Comazzo
Comazzo är en ort och kommun i provinsen Lodi i regionen Lombardiet i Italien. Kommunen hade 2 344 invånare (2018).